# EA-3167
EA-3167 je potentan i dugotrajan antiholinergijski delirijantni lek. On je srodan sa hemijskim bojnim agensom 3-hinuklidinil benzilatom (QNB). EA-3167 je razvijen u okviru jednog vojnog kontrakta tokom 1960-tih kao deo programa za hemijsko oružje SAD-a. Cilj je bio da se razvije neletalno onesposobljavajuće sredstvo. EA-3167 je imao identično dejstvo kao i QNB, ali je bio potentniji i dugotrajniji, sa efektivnom dozom pri primeni putem injekcije od 2,5 μg/kg (i.e. 0,2 miligrama za osobu sa 80 kg), i trajanjem od 120-240 sati (5-10 dana). Međutim za razliku od QNB-a, EA-3167 nije bio razvijen u oružje, niti proizvođen u velikim količinama.

## Spoljašnje veze
|  | Molimo Vas, obratite pažnju na važno upozorenje u vezi sa temama iz oblasti medicine (zdravlja). |